# Lyntog
Lyntog, siden 1997 kaldet InterCityLyn, er en betegnelse anvendt af DSB for en hurtig togforbindelse i landsdelstrafikken med få stop undervejs. Konceptet er et hurtigere supplement til InterCitytogene, der standser i alle større byer. De første lyntog indførtes i 1935 i forbindelse med, at Lillebæltsbroen åbnede og reducerede rejsetiden mellem Sjælland og Jylland markant.
I dag kører der lyntog som udgangspunkt en gang i timen mellem Københavns Lufthavn og Aalborg via København H, Odense og Aarhus. En række andre jyske byer betjenes også af lyntog. Prisen for en lyntogsbillet følger priserne for Intercity-togene.
Lyntog køres i dag af IC3, IR4 og IC4, og den maksimalt tilladte hastighed har siden 1998 været 180 km/t, hvilket forventes øget til 200 km/t i 2027, når IC5 sættes i drift.

## Baggrund
I 1931 varede en togrejse fra København til fx Aarhus mindst 8 timer og 20 minutter og indebar skift fra tog til færge i Korsør, skift fra færge til tog i Nyborg, til færge igen i Strib, og endelig fra færge til tog igen i Fredericia. Landsdelsforbindelserne med tog var primært koncentreret på to togforbindelser i døgnet: En dag- og en natforbindelse bestående af 2-3 eksprestog, der inden for få timer afgik efter hinanden. Næsten hele dagens udrejsetrafik fra hovedstaden til Fyn og Jylland koncentreredes omkring kl. 8 og 9 om morgenen og kl. 20 og 23.30 om aftenen. Kapaciteten på færgeoverfarten over Lillebælt tillod ikke overførsel af personvogne, idet kun gods- og postvogne blev ført over med færgerne. Passagererne måtte selv gå til og fra borde - også ifm. nattogene mellem kl. 2 og 4 om morgenen.
I løbet af 1930'erne blev Danmark kendetegnet ved åbningen af en række broforbindelser, hvoraf åbningen af Lillebæltsbroen og den nye Fredericia Banegård i 1935 nok havde den største betydning på landsplan. Med Lillebæltsbroen var det muligt at reducere rejsetiden mellem hovedstaden og de store provinsbyer med op til 40 %.

## Lyntog gennem tiderne
| Lyntog                  | Billede | Litra                     | Indsat i drift | Tophastighed (drift) | Tophastighed (test)                | Producent              | Antal togsæt                             | Udrangeret                                              |
| ----------------------- | ------- | ------------------------- | -------------- | -------------------- | ---------------------------------- | ---------------------- | ---------------------------------------- | ------------------------------------------------------- |
| MS                      |         | MS-AA-MS                  | maj 1935       | 120 km/t             | 162 km/t                           | Frichs (Aarhus)        | 4 trevognssæt                            | 1970-1973                                               |
| MB                      |         | MB-AB-FJ-MB               | 1937           | 120 km/t             | -                                  | Frichs (Aarhus)        | 4 firevognssæt                           | 1967-1973                                               |
| MA (fra 1984 Sølvpilen) |         | MA-AM-BR-BS + BS-BM-AM-MA | 1963           | 120 km/t/ 140 km/t   | 160 (angivet maks. hastighed)      | MAN/LHB (Nürnberg)     | 11 MA, 10 AM, 6 BR, 6 BM og 10 BS        | 1990. Foræret til Polen i 1991 (ophugget 1994)          |
| Prototypelyntog         |         | BFS-AFM-CFM-BFM-BFS       | 1982           | 140 km/t             | 160 km/t (angivet maks. hastighed) | Scandia (Randers)      | 2 femvognstogstammer (lokomotivfremført) | Bådtog Kbh-Kalundborg siden 1991. Solgt til Iran i 1995 |
| IC3                     |         | MFA-FF-MFB                | 1990           | 140 km/t/ 180 km/t   | 204,6 km/t                         | Scandia (Randers)      | 96 togsæt                                | I drift                                                 |
| IR4                     |         | ER-FR-FR-ER               | 1995           | 140 km/t/ 180 km/t   | 208 km/t                           | Scandia (Randers)      | 44 togsæt                                | I drift                                                 |
| IC4                     |         | MG-FG-FH-MG               | 2007           | 180 km/t             |                                    | AnsaldoBreda (Italien) | 82 togsæt                                | I drift                                                 |

Derudover er en del lyntog helt eller delvist blevet kørt af traditionelle lokomotivtrukne tog (populært kaldet sorte lyntog.) eller MO-motortog, begge med varierende oprangeringer.

### Litra MS og MB (1935-1973)
Danmarks første lyntog var DSB's dieseldrevne trevogns motortogsæt litra MS bygget til formålet og sat i drift mellem København, Aarhus og Aalborg i maj 1935 i forbindelse med åbningen af Lillebæltsbroen. I modsætning til andre persontog på den tid kørte lyntogene om bord på storebæltsfærgerne. Med ét slag blev rejsetiden København-Aalborg nedsat fra 10 ½ til 6 ½ time. Kort tid efter indsættelsen satte et trevognstogsæt dansk hastighedsrekord mellem Vigerslev og Roskilde med 162 km/t.
Der var i første omgang anskaffet fire litra MS, der i 1937 blev suppleret af yderligere fire firevognstogsæt, litra MB. En af de fire litra MS brændte dog året efter og blev efterfølgende genopbygget som litra MB. Det nåede imidlertid ikke at komme i drift, før den tyske besættelse i 1940 betød, at alle lyntog måtte indstilles og togsættene henstilles på deres hjemsted, maskindepotet Helgoland i København. Først efter befrielsen i 1945 kunne de atter komme i drift. I de følgende år var der tanker om at anskaffe flere lyntog i tilslutning til Englandsfærgerne fra Esbjerg, men det blev ikke til noget. Til gengæld supplerede man med tog trukket af dieseldrevne motorvogne af typen litra MO, der var udviklet samtidig med lyntogene. Til brug for lyntoget Englænderen i tilslutning til Englandsfærgerne indsattes desuden bl.a. tovognstogsæt litra MK-FK og de særlige dobbeltvogne litra AD-AY.

### Litra MA (1963-1990)
Omkring 1960 var det dog klart, at der var behov for en afløser til de aldrende lyntog. Man kiggede sydpå, hvor flere lande i 1950'erne havde etableret netværket Trans Europ Express med hurtige komfortable tog. Valget faldt på de tyske VT 11.5, der dog måtte modificeres til de danske forhold. De tyske togsæt var traditionelt oprangeret med to motorvogne og fem mellemvogne, men det var for langt til Storebæltsfærgerne. Løsningen blev styrevogne i midten, sådan at et ottevognssæt, litra MA, kunne deles i to firevognssæt. Det betød også, at man kunne dele togene ved yderstrækningerne, f.eks. i Langå hvor et halvsæt kørte mod Frederikshavn og et andet mod Struer. I første omgang anskaffedes materiel til fem halvsæt i 1963, mens man fik til yderligere fem i 1966. De nye tog var i øvrigt mere fleksible end de gamle, idet et halvsæt kunne have en vogn mere eller færre alt efter behov, selvom oprangeringen med motorvogn, to mellemvogne og styrevogn i øvrigt var standard.
De nye tog betød, at de gamle lyntog fra 1930'erne kunne frigives til andre opgaver. Der blev etableret nye lyntogsløb, hvor der dog efterhånden blev indsat lokomotivtrukne tog i stedet. Litra MS og MB kunne derefter i en periode ses i lokaltog, mens deres sidste opgave indtil udrangeringen i 1973 blev som internationale tog til Berlin. Et enkelt sæt af litra MS blev efterfølgende bevaret af Danmarks Jernbanemuseum i Odense. Imens voksede antallet af lokomotivtrukne lyntog til gengæld støt, indtil det nye InterCity-koncept introduceredes ved overgangen til sommerkøreplanen i 1974. De lokomotivtrukne lyntog og eksprestogene blev erstattet af lokomotivtrukne InterCitytog i timedrift med overførsel af vogne på Storebæltsfærgerne. Tilbage som lyntog blev fire løb kørt af litra MA.

### IC5 (1982-1992)
I midten af 1970'erne arbejdedes der atter med nye lyntog, nu i form af femvognsstammer kaldet prototypelyntog, også benævnt "APO-lynet", bestående af to styrevogne og tre mellemvogne. I modsætning til forgængerne var der ikke tale om selvkørende togsæt men tog, der skulle trækkes eller skubbes af lokomotiver. Tanken var, at man i takt med at jernbanenettet i de kommende årtier gradvist blev elektrificeret kunne bruge enten el- eller diesellokomotiver. To prototyper leveredes i 1981 og var i 1982-1983 indsat i et særskilt løb mellem København og Aarhus. Trods al tænkelig komfort blev de dog ikke den ønskede succes, bl.a. var de alt for tunge, og desuden besluttedes det i fremtidens togtrafik at satse på selvkørende togsæt. I stedet blev de derefter i nogle år brugt som InterCitytog og fra 1991 som bådtog til Kalundborg, inden de i 1995 blev udrangeret og solgt til Iran.
Litra MA kom til at trække læsset nogle år endnu - fra 1984 relanceret som det moderniserede "Sølvpilen".

### IC3 (1990-)
Et nyt koncept var imidlertid på tegnebrættet i form af de dieseldrevne trevognstogsæt, IC3, der efter nogle års forsinkelse afløste litra MA i 1990. Det nye togsæt havde arvet konceptet med at kunne deles og samles undervejs. Men hvor litra MA kun kunne deles i to, er IC3 indrettet til at kunne kobles i begge ender, så op til fem togsæt kan kobles sammen. Så mange var dog ikke nødvendigt de første år, for indtil indvielsen af Storebæltsforbindelsen i 1997 satte færgerne stadig deres begrænsninger. For litra MA var tiden derimod ved at være forbi. Et enkelt halvsæt blev bevaret af Jernbanemuseet, mens resten blev foræret som folkegave til en privatbane i Polen. Her opnåede de dog kun få måneder i drift, før de blev ophugget i 1994.
I takt med at stadig flere af de oprindelig 85 IC3 blev leveret, afløste de også de lokomotivtrukne InterCitytog. Ved overgangen til sommerkøreplanen i 1991 overtog de fuldstændig InterCity-trafikken, og samtidig forsvandt lyntogene helt. Allerede ved vinterkøreplanen 1993 opstod konceptet dog igen, nu som "InterCity Ekspres". Ved vinterkøreplanen i 1994 blev navnet ændret til det gammelkendte lyntog, for så igen at blive ændret til det blivende InterCityLyn ved overgangen til sommerkøreplanen i 1997.

### IR4 (1995-)
På materielsiden betød etableringen af Storebæltsforbindelsen, at de elektriske firevognstogsæt IR4 nu også kunne bruges i trafikken med InterCityLyn. Togsættet er en videreudvikling af IC3 og kan sammenkobles med dette, hvilket benyttes til at skaffe ekstra kapacitet mellem København og Fredericia. Begge har en tophastighed på 180 km/t, hvilket har været udnyttet siden 1998. Parallelt med kørslen som InterCity og InterCityLyn benyttes de to typer togsæt i øvrigt også som regionaltog, ligesom IC3 kører som EuroCity til Hamburg.

### IC4 (2007-)
Sidste skud på stammen er det dieseldrevne firevognstogsæt IC4, der er tænkt som 00'ernes nye lyntog og afløser for IC3 i fjerntrafikken. Det nye tog har dog været præget af talrige leveringsvanskeligheder og tekniske udfordringer, og selv om de første tog kom i prøvedrift i 2007, er det endnu kun få af de 82 togsæt, der i 2015 er i drift som lyntog. Grundet den pressede materielsituation har DSB i perioder været nødsaget til at indsætte lyntog bestående af diesellokomotivet litra ME og dobbeltdækkervogne.
IC3 udgør derfor fortsat grundstammen i InterCityLyn-trafikken. I 2015-køreplanen køres der hver time mellem København og Aalborg, idet en del tog fortsætter til Frederikshavn. Desuden køres der hver anden time via Herning til Struer. Tidligere fortsatte dette tog en-to gange dagligt videre til Thisted, men den del er taget væk fra december 2019.

## Navne på lyntog
Fra indførelsen i 1935 og frem til 1991 var lyntogene navngivet efter det geografiske område de – alle med udgangspunkt i København – kørte til. Med undtagelse af Storebælt/Lillebælt og Morgenlynet havde togene samme navn i begge retninger. I perioden 1965-1974 kørtes visse tog af to forskellige togsæt eller togstammer, f.eks. Gudenåen, der så at sige krydsede sig selv i Silkeborg.
Bemærk at 2. verdenskrig betød indstilling af al lyntogsdrift. Englænderen var indstillet 1939-1946, mens Kronjyden, Midtjyden, Nordjyden, Vesterhavet og Østjyden var indstillede 1940-1945.
| Navn              | År        | Strækning ved nedlæggelse                                                  | Bemærkninger                                                                                           |
| ----------------- | --------- | -------------------------------------------------------------------------- | --- |
| Aros              | 1963-1974 | København – Aalborg                                                        | |
| Englænderen       | 1937-1961 | København – Esbjerg Havn                                                   | Fortsatte som eksprestog frem til 1991.                                                                |
| Fynboen           | 1968-1974 | København – Århus                                                          | Modsat kun fra Fredericia.                                                                             |
| Gudenåen          | 1965-1974 | København – Skanderborg – Herning                                          | |
| Hosekræmmeren     | 1963-1967 | Thisted - Herning - København                                              | Ekstrakørsel omkring højtiderne.                                                                       |
| Kongeåen          | 1966-1991 | København – Kolding – Sønderborg /- Esbjerg – Struer                       | |
| Kronjyden         | 1935-1949 | København – Frederikshavn                                                  | Erstattet af Vendsyssel                                                                                |
| Lillebælt         | 1963-1974 | København – Frederikshavn                                                  | Modsat Storebælt                                                                                       |
| Limfjorden        | 1949-1991 | Helsingør – København – Vejle – Thisted /- Langå – Frederikshavn /- Struer | Herning-Thisted-gren kun 1990-1991                                                                     |
| Midtjyden         | 1937-1949 | København – Langå – Struer – Holstebro                                     | Erstattet af Nordvestjyden                                                                             |
| Morgenlynet       | 1990-1991 | Struer -/ Århus – Vejle – København                                        | Kun mod København                                                                                      |
| Nordjyden         | 1937-1991 | København – Vejle – Struer /- Langå – Frederikshavn /- Struer              | Herning-Struer-gren kun 1990-1991                                                                      |
| Nordvestjyden     | 1949-1963 | København – Langå – Struer                                                 | Erstattet af Nordjyden                                                                                 |
| "Prototypelyntog" | 1982-1983 | København - Århus                                                          | Lyntog uden navn kørt af prototypelyntog.                                                              |
| Sjællænderen      | 1970-1974 | København – Esbjerg                                                        | Modsat også fra Århus.                                                                                 |
| Slesvigeren       | 1970-1974 | København – Flensburg                                                      | |
| Storebælt         | 1963-1974 | Frederikshavn – København                                                  | Modsat Lillebælt                                                                                       |
| Sydvestjyden      | 1966-1991 | København – Kolding – Sønderborg /- Esbjerg – Struer                       | |
| Sønderjyden       | 1948-1966 | København – Sønderborg                                                     | Erstattet af Sydvestjyden. Indtil 1965 deltes toget i Tinglev med en del til hhv. Sønderborg og Tønder |
| Uldjyden          | 1949-1974 | København – Herning – Thisted                                              | |
| Vendsyssel        | 1949-1974 | København – Frederikshavn                                                  | |
| Vesterhavet (I)   | 1937-1966 | København – Esbjerg – Struer                                               | Erstattet af Sydvestjyden.                                                                             |
| Vesterhavet (II)  | 1968-1974 | København – Esbjerg                                                        | |
| Vestjyden         | 1935-1937 | København – Esbjerg                                                        | Erstattet af Vesterhavet.                                                                              |
| Østjyden (I)      | 1935-1949 | København - Langå - Struer                                                 | Erstattet af Limfjorden.                                                                               |
| Østjyden (II)     | 1963-1974 | København – Aalborg                                                        | |